# Casino di Villa Boncompagni Ludovisi

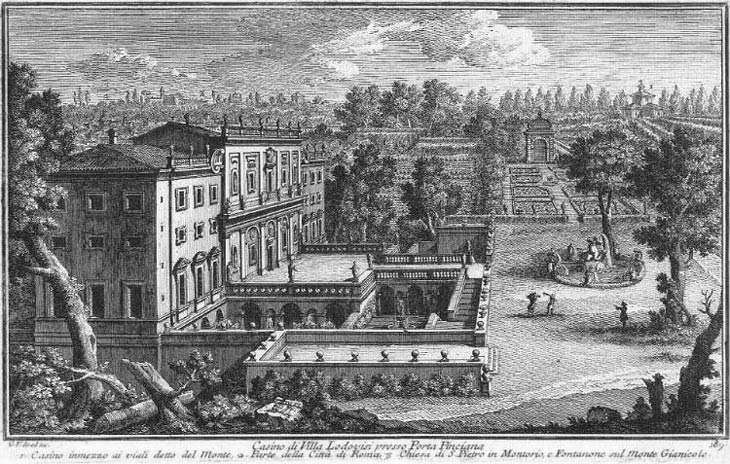
Nesta gravura de Giuseppe Vasi (1761) mostrando a Villa Ludovisi, o Casino é a pequena casa parcialmente visível no fundo à direita. Em primeiro plano, o Casino Grande, atual Palazzo Margherita.

Casino di Villa Boncompagni Ludovisi, conhecido também como Villa Aurora, Casino dell'Aurora, Casino Ludovisi e Casino del Monte, é uma villa localizado no interior da Villa Ludovisi, num terreno delimitado pela Via Aurora, a Via Ludovisi e a Via Lombardia, no rione Ludovisi de Roma, perto da Porta Pinciana. Com cerca de 2 200 metros quadrados, esta villa é tudo o que resta da imensa Villa Ludovisi, estabelecida na região no século XVI pelo cardeal Francesco Maria Del Monte, um diplomata, intelectual, connoisseur de arte, colecionador e patrono de diversas figuras importantes da época, como Galileu e Caravaggio.

## História

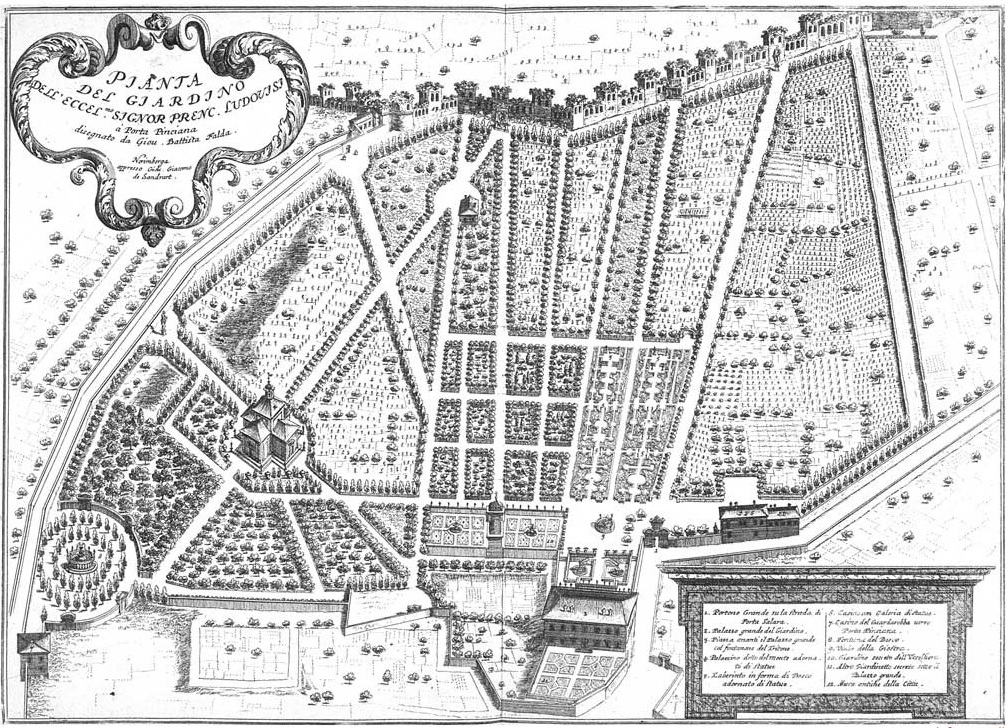
Gravura de Giovanni Battista Falda (1683) da Villa Ludovisi. O Casino está à esquerda nesta imagem e o Casino Grande (Palazzo Margherita), embaixo, no centro. Quase todo este terreno está hoje abaixo de construções modernas correspondentes ao rione Ludovisi de Roma.

Este palacete é geralmente chamado de Villa Aurora por causa de um importante afresco de Guercino pintado na sala de recepções principal da villa, que representa a deusa Aurora. Em uma das salas menores do palacete está a única pintura realizada por Caravaggio num teto, "Júpiter, Netuno e Plutão", que reflete, numa linguagem simbólica derivada da mitologia clássica, outro dos interesses do cardeal, a alquimia. 
Del Monte vendeu a Villa Ludovisi com todo o seu terreno para o cardeal Ludovico Ludovisi em 1621, que contratou Carlo Maderno para reformar o Casino. Em 1858, Carlo Nicola Carnevale ampliou o palacete aumentando dois dos quatro corpos avançados que o caracterizam. Por conta de dificuldades financeiras da família Ludovisi, o parque inteiro foi vendido na década de 1880 e no terreno foram construídos hotéis e residências luxuosas, incluindo palácios para membros da família. A fachada e a escadaria do edifício principal conhecido como Casino Grande, por exemplo, estão atualmente incorporados ao Palazzo Margherita, do século XIX, a sede da embaixada norte-americana na Itália; o edifício era a residência da rainha-mãe do Reino da Itália, Margarida de Sabóia.
A única parte da propriedade que não foi vendida foi a Villa Aurora, que permanece como propriedade da família, cercada por muros altos e aberta ao público somente sob consulta. Além das obras de Caravaggio e Guercino, o palacete abriga importantes obras de arte de Il Pomarancio, Michelangelo e uma coleção de artefatos romanos e gregos.
No século XXI a villa era propriedade de Nicolò Boncompagni Ludovisi, descendente da alta nobreza italiana que morreu em 2018. No testamento, Nicolò deixou que a sua mulher, a americana Rita Jenrette Boncompagni Ludovisi  morasse na casa até o fim de sua vida e, se a casa fosse vendida, o dinheiro deveria ser dividido entre ela e seus filhos do anterior casamento. Os filhos de Nicolò, não consideram Rita como herdeira legítima, pois defendem que quando o testamento foi realizado Nicoló já não estava na posse das suas faculdades. Em Abril de 2023, Rita foi expulsa da propriedade pelas autoridades.

A propriedade foi a leilão no dia 18 de janeiro de 2022 com o preço inicial de 471 milhões de euros. A venda da Villa Aurora é resultado de uma longa disputa de herança após a morte do proprietário, o príncipe Nicolò Boncompagni Ludovisi, em 2018.
Como não houve ofertas no leilão, foi realizado um novo leilão a 7 de abril de 2022, com uma redução de preço ficando por 282 milhões de euros, mas não houve interessados.
Um terceiro leilão iniciou-se em 30 de junho de 2022 com o preço a iniciar em 226 milhões de euros.

## Galeria

Interior do palácio
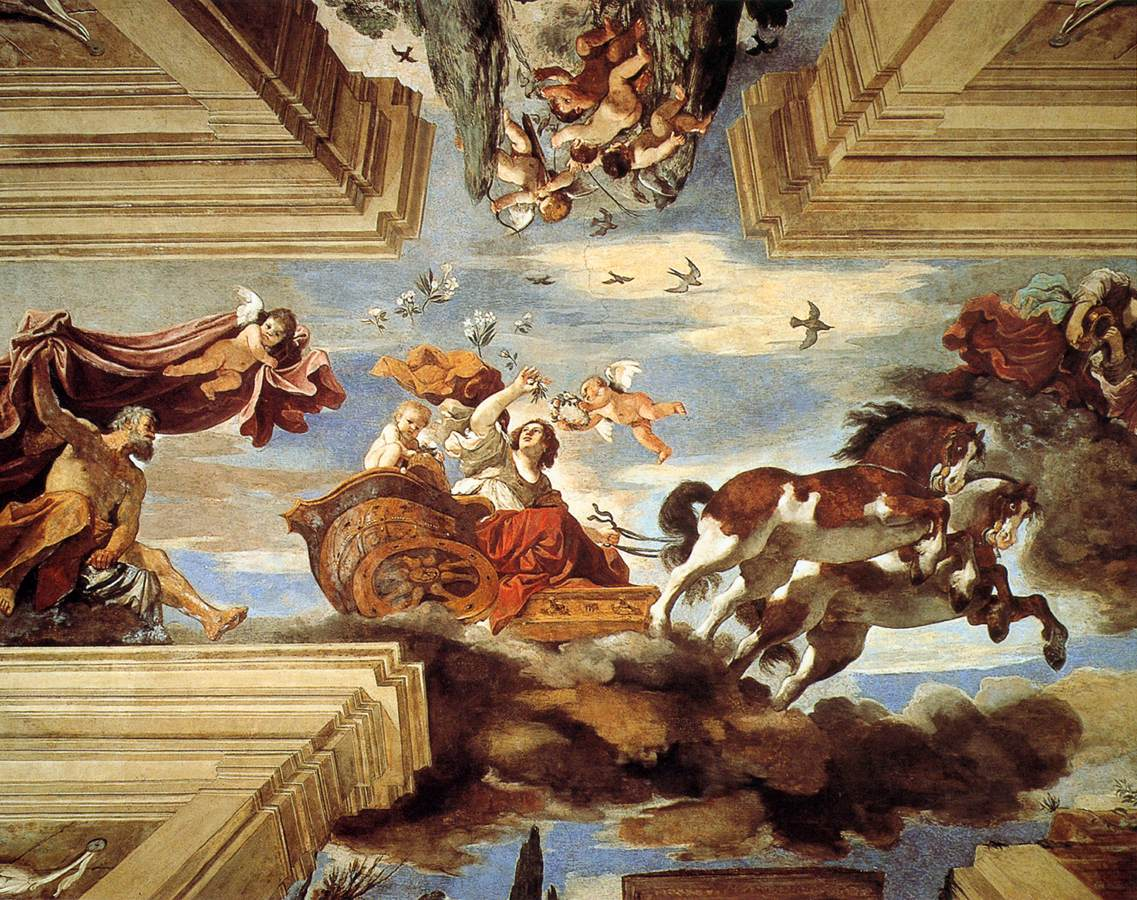
"Aurora", de Guercino.
"Júpiter, Netuno e Plutão", de Caravaggio.
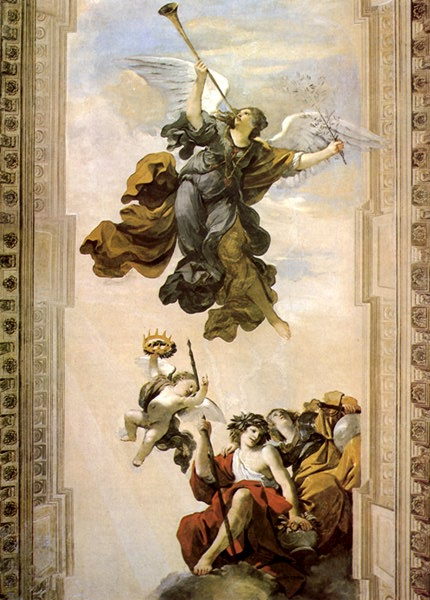
"Aurora", de Guercino.